# Humledagsvärmare
Humledagsvärmare, Hemaris fuciformis, är en fjärilsart som först beskrevs av Carl von Linné 1758. Humledagsvärmare ingår i släktet Hemaris och familjen svärmare, Sphingidae. Till skillnad från de flesta andra svärmare är arterna i släktet dagaktiva.

## Kännetecken
Humledagsvärmare har ett vingspann på mellan 38 och 49 millimeter, honan är något större än hanen men hanen har något kraftigare och lite längre antenner. Mellankroppen är olivgrön och bakkroppen är rödbrun på främre halvan och gul på den bakre halvan. Vingarna är genomskinliga med en rödbrunaktig kant. Svävflugedagsvärmare är snarlik men den saknar en vingribba genom framvingens diskfält. Larven är som fullvuxen 40 till 45 millimeter lång och är grön med brunröda fläckar som ibland saknas.

## Bildgalleri

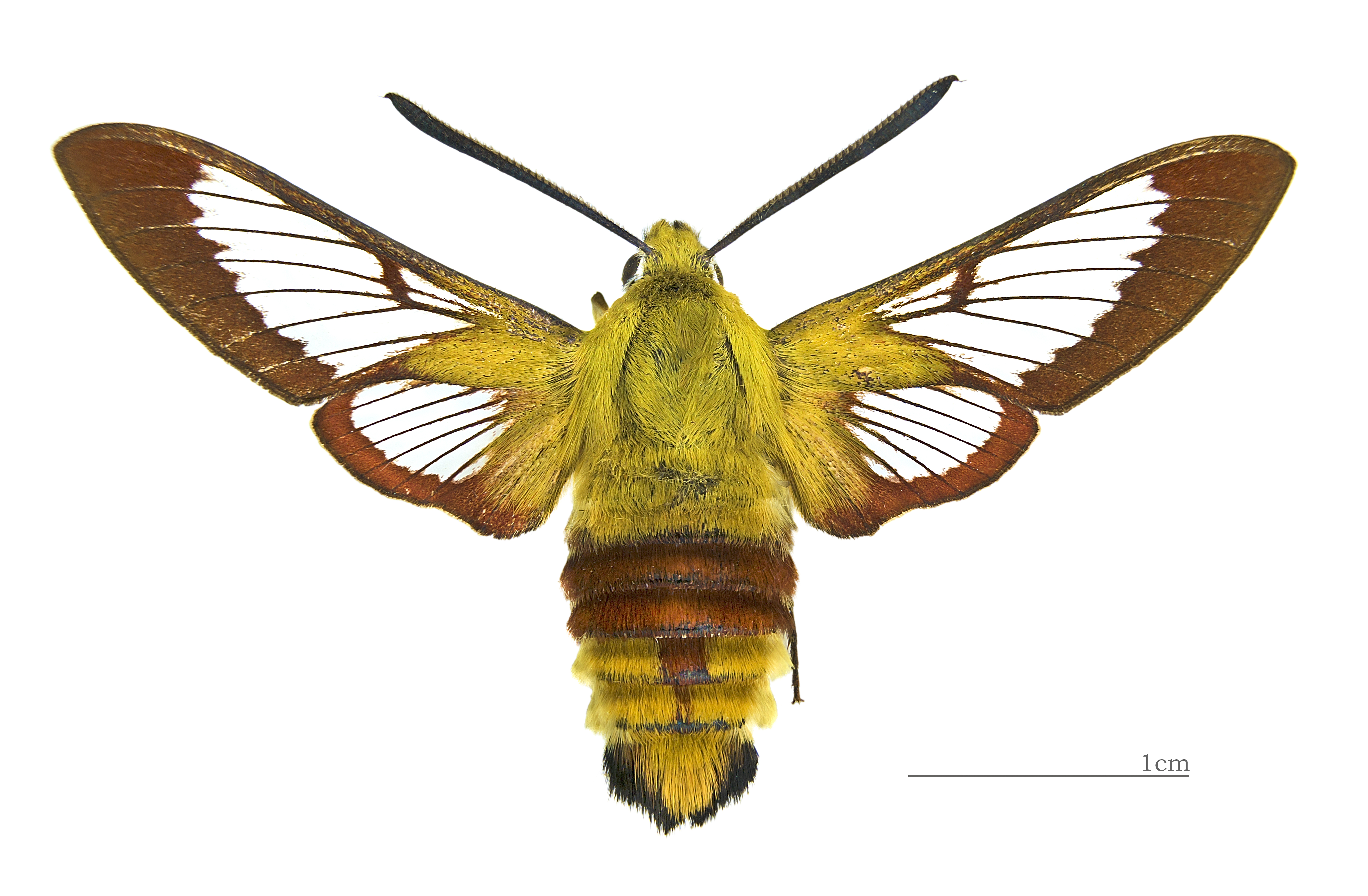
Preparerad (uppnålad) imago fjäril hane
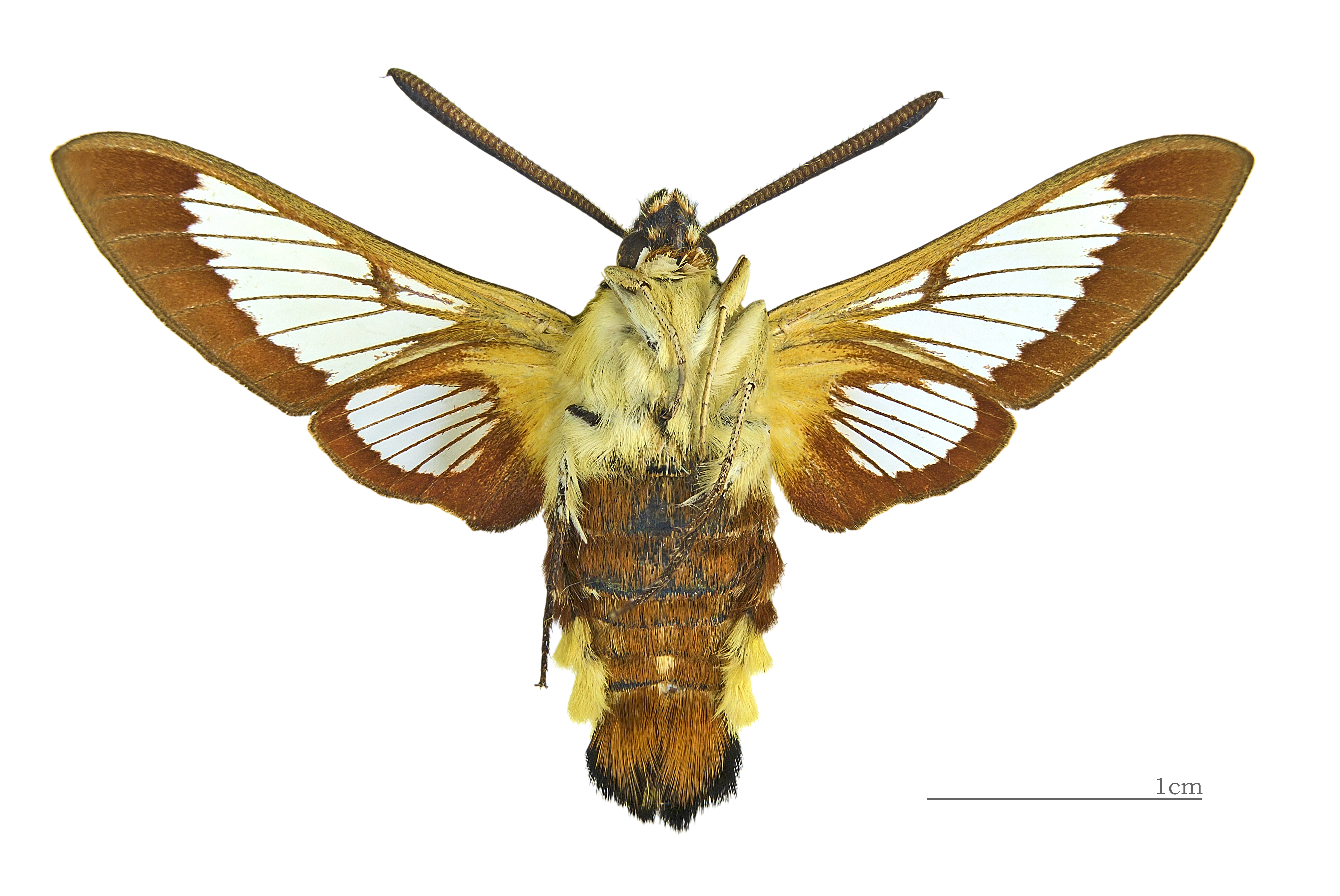
Preparerad (uppnålad) imago fjäril hane, undersida
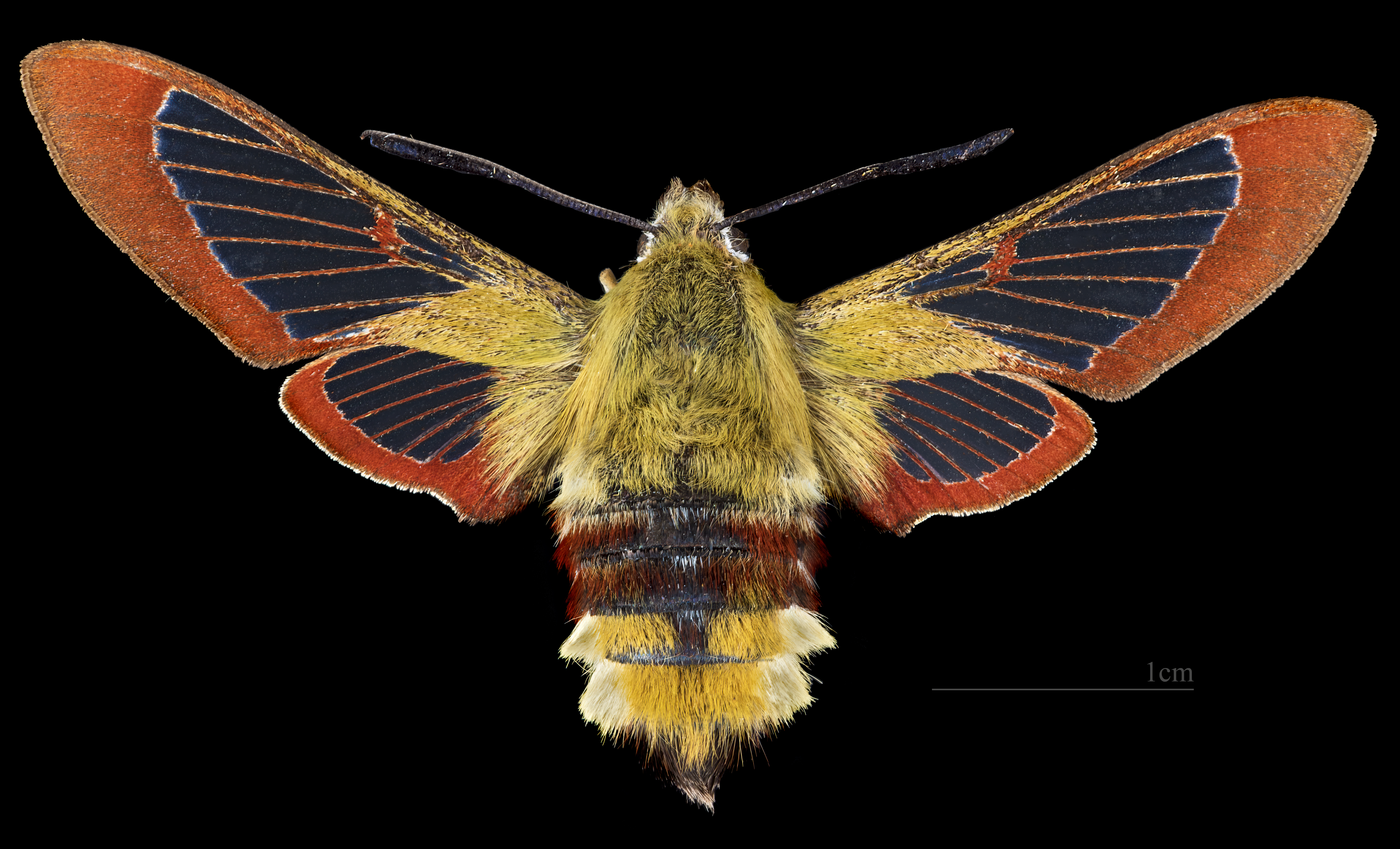
Preparerad (uppnålad) imago fjäril hona
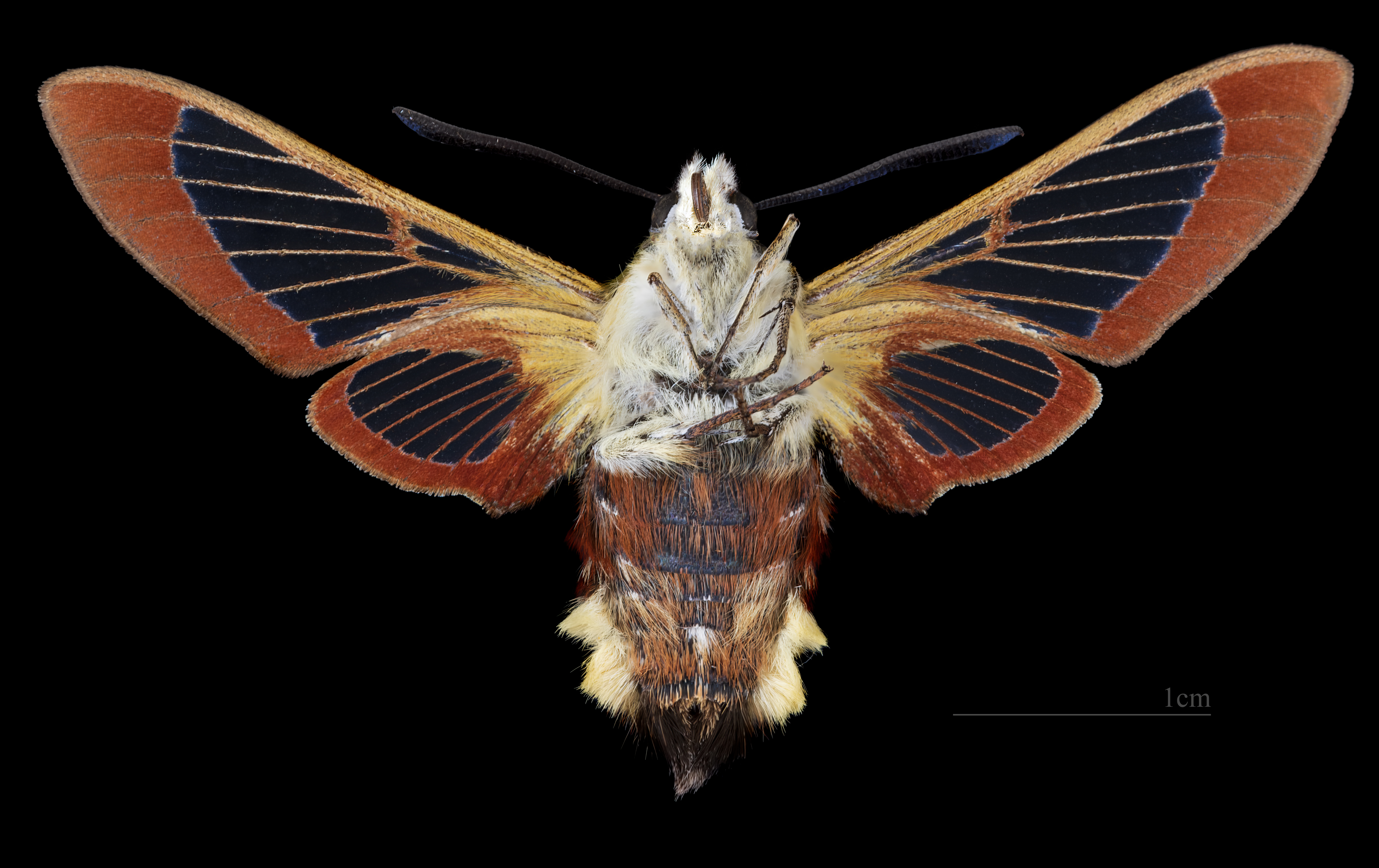
Preparerad (uppnålad) imago fjäril hona, undersida

## Utbredning
Humledagsvärmare finns lokalt ganska talrikt i Sverige upp till Dalarna och vidare längs norrlandskusten upp till Ångermanland. Den finns även i Danmark och södra Norge och Finland och i större delen av resten av Europa samt Nordafrika. Den finns österut genom Ryssland och Centralasien till nordvästra Kina. 

## Levnadssätt
Humledagsvärmare lever i anslutning till skog där även värdväxten skogstry förekommer. Den flyger på dagtid i solsken och kan ses svävande som en kolibri framför olika blommer som den suger nektar av, till exempel tjärblomster, glimmar, syren, kråkvicker, skogstry, gökärt, violer och skogsnäva. Flygtiden är från mitten av maj till slutet av juni i södra Sverige. I norr något senare. Äggen läggs enstaka eller ibland i grupper om två till tre på värdväxten som främst är skogstry och kaprifol. Larven är fullvuxen i augusti. Den förpuppar sig då i markskiktets förna. Puppan övervintrar. 

## Etymologi
Fuciformis betyder drönarlik på latin.